# Hải Hà, Hải Hậu
Hải Hà là một xã cũ thuộc huyện Hải Hậu, tỉnh Nam Định, Việt Nam.
Xã Hải Hà có diện tích 4,06 km², dân số năm 2022 là 7.418 người, mật độ dân số đạt 1.827 người/km².